# Рейгард, Доминик
Домини́к Си Ре́йгард (англ. Dominique C. Reighard; 20 мая 1984, Коламбус, Огайо, США) — американская фотомодель.

## Биография
Доминик Си Рейгард родилась 20 мая 1984 года в Коламбусе (штат Огайо, США).
В 2008 году Доминик заняла 4-е место в реалити-шоу «America’s Next Top Model, Cycle 10». Она была последней из утверждённых девушек на шоу Тайрой Бэнкс. Сотрудничает с «Carol’s Daughter». В последние годы она занимается музыкой и актёрством. В 2011 году приняла участие в шоуТоп-модель по-американски, Сезон 17: Только Звёзды и заняла там 5 место.
У Доминик есть двое детей, младший из которых родился в 2011 году.